# 圣玛格丽特 (孚日省)
圣玛格丽特（法語：Sainte-Marguerite，法語發音：[sɛ̃t maʁɡərit] ⓘ）是法国大东部大区孚日省的一个市镇，位于该省东部，孚日圣迪耶市区东南，属于孚日圣迪耶区。

## 地理
圣玛格丽特（48°16'9"N, 6°58'35"E）面积5.55 平方千米，位于法国大東部大區孚日省，该省份为法国东北部内陆省份，北起默兹省和默尔特-摩泽尔省，西接上马恩省，南至上索恩省和贝尔福地区省，东临上莱茵省和下莱茵省。
与圣玛格丽特接壤的市镇（或旧市镇、城区）包括：奈蒙莱福斯、昂特尔德索、派尔和格朗吕、勒莫梅克斯、孚日圣迪耶、默尔特河畔索尔西。
圣玛格丽特的时区为UTC+01:00、UTC+02:00（夏令时）。

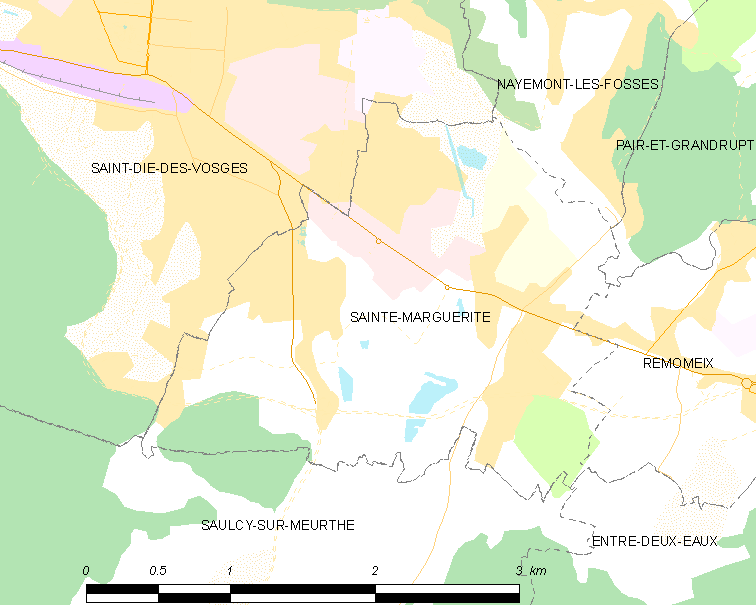
圣玛格丽特的OSM定位图

## 行政
圣玛格丽特的邮政编码为88100，INSEE市镇编码为88424。

## 政治
圣玛格丽特所属的省级选区为孚日圣迪耶第二县。

## 人口

1962-2008年间圣玛格丽特人口变化图示

圣玛格丽特于2022年1月1日时的人口数量为2253人。